# مانيش شارما
مانيش شارما (بالإنجليزية: Maneesh Sharma)‏ (مواليد 5 نوفمبر 1973) هو مخرج أفلام وكاتب سيناريو ومنتج أفلام هندي، يعمل في أفلام بوليوود، وأبرز أفلامه هي فيلم فان، وفيلم تايغر 3.

## النشأة
وُلِد شارما ونشأ في دلهي، حيث عاش في أجزاء مختلفة من المدينة، بما في ذلك بيتام بورا، وأكمل تعليمه في مدرسة دلهي العامة. ثم حصل على شهادة في الأدب الإنجليزي من كلية هانز راج في جامعة دلهي. وفي الكلية، شارك في جمعية المسرح وصوّر هناك فيلمه الأول في عام 2010. بعد تخرجه انتقل إلى كاليفورنيا لدراسة الإخراج السينمائي في معهد كاليفورنيا للفنون. قبل انتقاله إلى مومباي، شارك أيضًا في المسرح في دلهي وكان راقصًا في فرقة موسيقية محلية.

## مسيرته المهنية
أثناء دراسته للإخراج السينمائي في معهد كاليفورنيا للفنون، عمل مانيش كمخرج مساعد في فيلم ترونا (2004)، وهو فيلم طلابي إنجليزي ألماني تم تصويره في لوس أنجلوس.
بعد شهرين من عودته من الولايات المتحدة، حصل على استراحة وبدأ حياته المهنية في بوليوود كمساعد مخرج في عدد من إنتاجات شركة ياش راج فيلم مثل فناء وأجا ناشلي وثنائي اختاره الرب، قبل أن يخرج لأول مرة في فيلم فرقة باجا بارات، استنادًا إلى قصة كتبها بنفسه، والذي تم إصداره في 10 ديسمبر 2010. قام ببطولة الفيلم الوجه الجديد آنذاك رانفير سينغ وأنوشكا شارما في الأدوار الرئيسية، وتم إنتاجه بواسطة أديتيا شوبرا تحت شركة ياش راج فيلم. نال شارما عن أول ظهور له كمخرج جائزة فيلم فير في فئة أفضل مخرج مبتدئ.
فيلمه التالي، السيدات ضد ريكي باهل، أنتج بواسطة أديتيا تشوبرا وتم إصداره في 9 ديسمبر 2011. الفيلم الذي نال استحسان النقاد قام ببطولته رانفير سينغ وأنوشكا شارما، اللذان شاركا أيضًا في أول فيلم لشارما. فيلم شارما الثالث، رومانسية هندية طائشة، صدر في 6 سبتمبر 2013، وقام ببطولته سوشانت سينغ راجبوت وبارنيتي تشوبرا والوجه الجديد فاني كابور في الأدوار الرئيسية. عُرض الفيلم في قسم الحفل التقديمي في مهرجان تورونتو السينمائي الدولي لعام 2013.
فيلم مانيش شارما الرابع هو إمنح كامل طاقتك لكن هذه المرة بصفة منتج تحت إشراف شركة ياش راج فيلم. لطالما كان لدى شركة ياش راج فيلم إما ياش تشوبرا أو أديتيا تشوبرا لإنتاج الأفلام تحت شركة الإنتاج، لكن شارما أصبح أول منتج مستقل للشركة. أخرجه شارات كاتاريا، وقام ببطولته أيوشمان كورانا وبهومي بيدنيكار، في أول ظهور لها. كان فيلمه الإخراجي التالي هو فان (2016)، مع شاه روخ خان. إنتاج شارما الثاني هو فيلم أكشاي روي الأول، حبيبي بيندو (2017)، بطولة بارنيتي تشوبرا وأيوشمان كورانا. في عام 2023، أخرج شارما فيلم تايغر 3 بطولة سلمان خان وكاترينا كيف وعمران هاشمي.

## أعماله

### مخرج
- 2010: فرقة باجا بارات
- 2011: السيدات ضد ريكي باهل
- 2013: رومانسية هندية طائشة
- 2016: فان
- 2023: تايغر 3

### مساعد مخرج
- 2004: ترونا
- 2006: فناء
- 2007: أجا ناشلي
- 2008: ثنائي اختاره الرب

### منتج
- 2015: إمنح كامل طاقتك
- 2017: حبيبي بيندو
- 2018: هيتشكي
- 2018: صنع في الهند
- 2022: جايشبهاي القوي
- 2024: فيجاي 69[10]

## وصلات خارجية
- مانيش شارما على موقع IMDb (الإنجليزية)
- مانيش شارما على موقع قاعدة بيانات الأفلام العربية
- مانيش شارما على موقع ألو سيني (الفرنسية)
- مانيش شارما على موقع أول موفي (الإنجليزية)
- مانيش شارما على موقع قاعدة بيانات الفيلم (الإنجليزية)
- مانيش شارما على موقع كينوبويسك (الروسية)